# سید ماشاءالله شکیبی
سید ماشاءالله شکیبی (زادهٔ ۱۷ آذر ۱۳۳۰ طبس - درگذشته ۱۹ مرداد ۱۳۹۳ تهران) دانش‌آموخته مهندسی عمران از دانشگاه اوکلاهما، نماینده اصلاح‌طلب دوره‌های پنجم و ششم مجلس شورای اسلامی از حوزه انتخابیه فردوس و طبس و رئیس کمیسیون کشاورزی مجلس ششم بود.
وی در انتخابات دوره هفتم مجلس شورای اسلامی رأی لازم را نیاورد و در دوره هشتم، از سوی شورای نگهبان رد صلاحیت شد و به فعالیت‌هایی برای آبادانی طبس روی آورد.

## درگذشت
وی در روز نوزدهم مرداد ماه ۱۳۹۳ در سقوط هواپیمایی تهران-طبس جان باخت.